# すりぃ
すりぃ（1994年9月28日 - ）は、日本のボカロP、シンガーソングライター。代表曲は「ジャンキーナイトタウンオーケストラ」「テレキャスタービーボーイ」「エゴロック」「ラヴィ」など。

## 略歴
2018年3月3日、楽曲「空中分解」を発表し、ボカロPとして活動開始。主に初音ミク、鏡音リン・レンといったVOCALOIDを使用。
2019年末に発表された「ジャンキーナイトタウンオーケストラ」は、動画投稿サイトYouTubeで、2126万回以上再生されている。また、自身の作品のセルフカバーした楽曲も多数発表。2020年末に発表された「テレキャスタービーボーイ」は、YouTubeで5101万回以上再生されている。2022年10月末に公開し、人気スマホゲームに書き下ろされた「ラヴィ」はYoutubeにて2024年8月時点で2640万回以上再生されている。
2020年5月、アルバム『パンデミック』をリリース。同人通販での流通作が全国流通盤として再発売となった。
2023年8月、石野理子・やまもとひかる・ツミキらと結成した、4人組バンド「Aooo」のメンバーとしても活動開始。
2024年2月、MF文庫Jより「テレキャスタービーボーイ」がノベライズ化された。自ら執筆し、長編デビュー作となった。同年8月には、漫画化され『月刊コミックジーン』9月号より2025年8月号まで連載された。ノベライズを原作とし、下心ぽよが漫画を担当している。
2025年2月、超ピースの配信開始と同時にワンマンライブの開催が発表され、2024年以来1年ぶりとなった。

## 人物
アニメの「けいおん!」がきっかけとなり音楽活動を始める。もともとはバンドで活動を行っていたが、一人で音楽を表現する方法としてVOCALOID楽曲の制作を開始した。名前の由来は、初投稿を2018年3月3日を予定していたことから。
2020年7月17日、生配信音楽バラエティ番組「にゃ〜じっくすてーしょん」に出演し、好きなアーティストはクリープハイプであること、子供時代に腎臓破裂寸前の大怪我を負ったこと、ゲーム実況が好きなことなどを語った。
男性6人組のボカロPグループ「DREAMERS」では、お互いの楽曲をリミックスしたりしている。

## ディスコグラフィ

### 配信限定シングル
| 発売日         | タイトル                   |
| -------------- | -------------------------- |
| 2021年4月28日  | あんずの花 (feat. ねね)    |
| 2021年5月26日  | あんずの花                 |
| 2021年6月30日  | ヘビリンゴ (feat. ねね)    |
| 2021年7月28日  | ヘビリンゴ                 |
| 2021年9月7日   | エゴロック (long ver.)     |
| 2021年11月27日 | カメレオン                 |
| 2021年12月11日 | カメレオン (すりぃ ver.)   |
| 2022年1月3日   | フクロウさん               |
| 2022年1月21日  | フクロウさん (すりぃ ver.) |
| 2022年2月25日  | バニー                     |
| 2022年3月3日   | バニー (すりぃ ver.)       |
| 2022年6月24日  | ジブラ                     |
| 2022年9月28日  | ジブラ（すりぃ ver.)       |
| 2022年12月24日 | ラヴィ (すりぃ ver.)       |
| 2023年1月28日  | ダウンタイム               |
| 2023年2月17日  | ダウンタイム (すりぃ ver.) |
| 2023年3月26日  | ジタバタ                   |
| 2023年4月30日  | ビリビリ                   |
| 2023年5月19日  | 別れ花                     |
| 2023年6月23日  | 花水木                     |
| 2023年7月14日  | 中毒性のチュウ             |
| 2023年9月28日  | バカになって               |
| 2024年4月6日   | ギルティ                   |
| 2024年6月23日  | ケミカルダンス             |
| 2024年8月17日  | おべか                     |
| 2024年9月28日  | おべか (すりぃ ver.)       |
| 2024年11月13日 | おべか (Sped Up ver.)      |
| 2024年12月18日 | 救ってくれない             |
| 2025年2月2日   | 超ピース                   |

### ミニアルバム
| #   | 発売日        | タイトル     | 収録曲 |
| --- | ------------- | ------------ | --- |
| 1st | 2019年3月2日  | Collage      | 1. 空中分解 long ver. 2. エゴロック long ver. 3. オルタナティブ・ブルー                                    |
| 2nd | 2019年5月23日 | パラドックス | 1. テレキャスタービーボーイ（album ver） 2. 表裏一体 3. エゴロック long(初音ミク) 4. 1/100のアイ 5. 違和感 |

### フルアルバム
| #   | 発売日         | タイトル       | 収録曲 |
| --- | -------------- | -------------- | --- |
| 1st | 2020年5月1日   | パンデミック   | 1. ドロップアウト人生学 2. ジャンキーナイトタウンオーケストラ 3. テレキャスタービーボーイ (long ver.) 4. 空中分解 (パンデミック ver.) 5. ロンリーチルドレン (long ver.) 6. モーニングループ 7. Tapioca 8. ビーバー 9. ノルア・ドルア・エー 10. ノルア・ドルア・ビー 11. ちゅめ～む 12. 私、結局ネットに従順 |
| 2nd | 2023年11月14日 | グラデーション | 1. ジタバタ 2. ビリビリ 3. 中毒性のチュウ 4. 炎上じゃない？ 5. バカになって 6. 別れ花 7. 花水木 8. 花とグラデーション 9. Mr.ヒーロー 10. サラ |

### セルフカバーアルバム
| #   | 発売日       | タイトル    | 収録曲                                                                                                  |
| --- | ------------ | ----------- | --- |
| 1st | 2021年3月3日 | HEAUTOSCOPY | 1. 空中分解 2. エゴロック 3. テレキャスタービーボーイ 4. ジャンキーナイトタウンオーケストラ 5. ビーバー |

## 楽曲提供
| 発売日         | タイトル                     | アーティスト                | 担当           |
| -------------- | ---------------------------- | --------------------------- | -------------- |
| 2020年8月26日  | アマビエ                     | Gero                        | 作詞 作曲 編曲 |
| 2020年9月9日   | アンチテーゼ                 | 夏川椎菜                    | 作詞 作曲 編曲 |
| 2020年10月14日 | モラトリアム群像劇           | BARELY LEGAL WONDER         | 作詞 作曲 編曲 |
| 2020年10月14日 | サヨナラの代償               | BARELY LEGAL WONDER         | 作詞 作曲 編曲 |
| 2020年10月14日 | 17（EP限定収録）             | BARELY LEGAL WONDER         | 作詞 作曲 編曲 |
| 2020年10月30日 | Unhappy Halloween            | ゴーストマニア              | 作詞 作曲 編曲 |
| 2020年11月22日 | リ・ユーク                   | 缶缶                        | 作詞 作曲 編曲 |
| 2020年12月18日 | ルーム No.4                  | 超学生                      | 作詞 作曲 編曲 |
| 2020年12月23日 | 7月のサイダー                | 超ときめき♡宣伝部           | 編曲           |
| 2020年12月24日 | レディメイド                 | Ado                         | 作詞 作曲 編曲 |
| 2021年5月31日  | 孤独の熱帯夜                 | Lila Gray                   | 作詞 作曲 編曲 |
| 2021年6月16日  | 拡声ノイジー                 | あらき                      | 作詞 作曲 編曲 |
| 2021年7月4日   | 神様ハラスメント             | THE BINARY                  | 作詞 作曲 編曲 |
| 2021年8月18日  | メイジ・オブ・ヴァイオレット | 紫咲シオン                  | 編曲           |
| 2021年8月20日  | ダーリン・ブルー             | luz                         | 作詞 作曲 編曲 |
| 2021年9月29日  | ReAnswer                     | そらる                      | 作詞 作曲 編曲 |
| 2021年10月13日 | ウインク                     | 手越祐也                    | 作詞 作曲 編曲 |
| 2021年10月20日 | パンペルデュ                 | センラ                      | 作詞 作曲 編曲 |
| 2021年10月20日 | 絶対小悪魔コーデ             | ano                         | 作詞 作曲 編曲 |
| 2021年11月24日 | フラストレーション           | りぶ                        | 作詞 作曲 編曲 |
| 2022年1月18日  | AKUMA                        | 常闇トワ                    | 作詞 作曲 編曲 |
| 2022年1月19日  | メルティ                     | ななもり。                  | 作詞 作曲 編曲 |
| 2022年1月19日  | 限りなく灰色へ               | 25時、ナイトコードで。      | 作詞 作曲 編曲 |
| 2022年2月16日  | ヤンキーダンス               | ナナヲアカリ                | 作詞 作曲 編曲 |
| 2022年2月22日  | チェック・ナイト             | となりの坂田。              | 作詞 作曲 編曲 |
| 2022年4月27日  | 一確ボーナス・ギャンブラー   | SiN                         | 作詞 作曲 編曲 |
| 2022年5月2日   | RingRing                     | ベアードアード              | 編曲           |
| 2022年5月16日  | スティグマ                   | ベアードアード              | 作詞 作曲 編曲 |
| 2022年5月23日  | heterodox                    | ベアードアード              | 作詞 作曲 編曲 |
| 2022年6月1日   | リップ                       | 鈴木みのり                  | 作詞 作曲 編曲 |
| 2022年7月4日   | カンパニュラボーイ           | らお                        | 作詞 作曲 編曲 |
| 2022年7月6日   | シャララ                     | 浦島坂田船                  | 作詞 作曲 編曲 |
| 2022年7月13日  | バグってない？               | 麻婆豆腐                    | 作詞 作曲 編曲 |
| 2022年7月27日  | ティーンエイジダイバー       | 坂口有望                    | 作詞           |
| 2022年8月5日   | ドロシー                     | 缶缶×超学生                 | 作詞 作曲 編曲 |
| 2022年9月7日   | ヤミヤダ                     | Gero                        | 作詞 作曲 編曲 |
| 2022年10月12日 | サイコ                       | 超学生                      | 作詞 作曲 編曲 |
| 2022年10月12日 | 負け犬のリベンジ             | 天月                        | 作詞 作曲 編曲 |
| 2023年1月10日  | 笑うな！                     | syudou                      | 編曲           |
| 2023年6月28日  | パボ                         | 猫又おかゆ                  | 作詞 作曲 編曲 |
| 2023年7月10日  | 幽世                         | luz                         | 作詞 作曲      |
| 2023年11月25日 | イタズラーニャ！             | 白銀ノエル                  | 作詞 作曲 編曲 |
| 2023年11月28日 | ホロホーク                   | 鷹嶺ルイ                    | 作詞 作曲 編曲 |
| 2024年3月27日  | インキュベーター             | 超学生                      | 作詞 作曲 編曲 |
| 2024年4月9日   | メリトクラシー               | 愛美                        | 作詞 作曲 編曲 |
| 2024年7月31日  | GYARU                        | ねね                        | 作詞 作曲 編曲 |
| 2024年10月22日 | こっち向いてほい             | asmi                        | 作詞 作曲 編曲 |
| 2024年11月30日 | モードク                     | 沙花叉クロヱ                | 作詞 作曲 編曲 |
| 2025年1月7日   | 雨トキメキ恋模様             | いろはにほへっと あやふぶみ | 作詞 作曲 編曲 |

### 参加作品
| 発売日         | タイトル                          | アルバム                        |
| -------------- | --------------------------------- | ------------------------------- |
| 2022年6月15日  | OverDriver（すりぃRemix）         | スキマスイッチ シングルリリース |
| 2023年1月6日   | アイワナムチュー feat.asmi,すりぃ | MAISONdes「Noisy Love Songs」   |
| 2023年12月27日 | じゃんけんほい！feat.#kzn         | PathTLive「Perfect World!!」    |

## 出演

### Web配信番組
- にゃ〜じっくすてーしょん（2020年7月17日 - YouTube）
- スキマスイッチのこのヘンまでやってみよう（2022年6月10日 - YouTube）